# Huracán Carlotta (2000)
El huracán Carlotta fue el huracán más poderoso de la temporada de huracanes del Pacífico de 2000 también fue la tercera tormenta nombrada, la segunda huracán y la primera huracán mayor de la temporada. Carlotta se desarrolló a partir de una onda tropical el 18 de junio a unas 270 millas (470 km) al sureste de la costa de México. Con condiciones favorables para el desarrollo, se fortaleció firmemente al principio, seguido por un período de intensificación profunda a vientos máximos de 155 mph (250 km/h) el 22 de junio. Las aguas más frías causaron que Carlotta se debilitara gradualmente, y el 25 de junio degeneró en un baja remanente tipo área de baja presión mientras se encuentra a unas 260 millas (420 km) al oeste-suroeste de Cabo San Lucas.
El huracán produjo fuertes lluvias y oleajes muy fuertes a lo largo de la costa suroeste de México, aunque no se informó de daños graves. Un carguero lituano atravesó la cima del huracán se perdió después de experimentar una falla en el motor; su equipo de 18 fue presuntamente fallecidos.

## Historia meteorológica
Una onda tropical se desplazó fuera de la costa de África el 3 de junio. Se desplazó hacia el oeste a través del Océano Atlántico, y el 15 de junio cruzó América Central hacia el Océano Pacífico oriental. El sistema continuó hacia el oeste y, a última hora del 16 de junio, se desarrolló un área de baja presión a unas 300 millas (480 km) al suroeste de San José, Costa Rica. Alrededor de las 12:00 UTC del 17 de junio, comenzaron las clasificaciones de Dvorak sobre la perturbación, aunque inicialmente su convección estaba ampliamente distribuida y desorganizada. Sin embargo, al día siguiente, un área de convección concentrada se desarrolló justo al sur del Golfo de Tehuantepec. Los buques en las cercanías confirmaron el desarrollo de una circulación de superficie dentro del sistema, mientras que las imágenes de satélite mostraron el desarrollo de un revestimiento central denso. Con base en su organización, se estima que el sistema se convirtió en depresión tropical Tres E el 18 de junio mientras se encontraba a unas 270 millas (470 km) al sureste de Puerto Ángel, Oaxaca en México.
Inicialmente, la convección de la depresión se desplazó al oeste de la circulación debido a la cizalladura del viento del este, aunque a medida que avanzaba hacia el oeste-noroeste paralelo a la costa de México, mantuvo y desarrolló una convección profunda cerca y sobre el centro. Con condiciones favorables, el ciclón se fortaleció y se convirtió en la tormenta tropical que llevó el nombre Carlotta a comienzos del 19 de junio. La tormenta inicialmente mantuvo una ruta hacia la costa mexicana, aunque una cresta de nivel medio la desvió hacia el oeste; su punto de aproximación más cercano fue de aproximadamente 140 millas (225 km) a las 12:00 UTC del 19 de junio. A última hora de ese día, se desarrolló una característica de ojo desigual en las imágenes satelitales, mientras que al mismo tiempo mantenía un área de fuerte convección y un flujo de salida bien definido hacia el sur. La tormenta continuó intensificándose, ya las 06:00 UTC del 20 de junio, Carlotta alcanzó el estado de huracán mientras se encontraba a unas 155 millas (250 km) al sur de Acapulco. Operacionalmente, se actualizó a estado de huracán seis horas antes.
Con un anticiclón grande centrado cerca de Mazatlán, Sinaloa, Carlotta giró más hacia el oeste. La convección profunda aumentó en cobertura e intensidad ya que el sistema mantuvo una profusa salida de nivel superior sobre su semicírculo sur. A última hora del 20 de junio, Carlotta comenzó un período de profunda profundización, con aguas cálidas y un entorno de nivel superior muy favorable, y en un período de doce horas, la presión cayó 49 mbar a una presión central mínima estimada de 932 mbar (hPa; 27.52 inHg) a las 06:00 UTC del 21 de junio; al mismo tiempo, Carlotta alcanzó vientos máximos de 250 km/h (155 mph) mientras se encontraba a unas 285 millas (455 km) al suroeste de Acapulco. En el momento de su intensidad máxima, Carlotta mantuvo un nublado denso central definido alrededor de un ojo de 20 millas (36 km) de diámetro. Las estimaciones de intensidad del satélite indicaron vientos de 160 mph (260 km/h) que sería un huracán categoría 5 de la escala de huracanes de Saffir-Simpson, Aunque durante gran parte de su duración hubo una considerable discrepancia entre los vientos estimados y los vientos informados por los cazadores de huracanes.
Carlotta mantuvo vientos máximos durante unas doce horas antes de debilitarse a medida que se curvaba en la periferia de la cresta de nivel medio sobre México. A la última hora del 21 de junio, el ojo se había vuelto menos distinto, mientras que el anillo de convección que lo rodeaba se erosionó y se calentó. El 22 de junio, aumentó la cizalladura del viento del noreste, y poco después, la tendencia al debilitamiento se detuvo temporalmente con algunas oscilaciones en la intensidad convectiva y la definición del ojo. El debilitamiento continuó el 23 de junio ya que el huracán rastreó aguas cada vez más frías, y poco después de las 0:00 UTC del 24 de junio, Carlotta se debilitó a una tormenta tropical a unas 260 millas (420 km) al oeste-suroeste de Cabo San Lucas. La convección global continuó disminuyendo, y el 25 de junio los vientos decrecieron al estado de depresión tropical. La convección profunda dejó de existir antes de las 6:00 UTC del 25 de junio, y Carlotta degeneró en un baja remanente tipo área de baja presión. La circulación de bajo nivel de Carlotta persistió durante varios días mientras continuaba hacia el noroeste.

## Preparativos e impactos
Poco después de su primer desarrollo, el gobierno de México emitió una advertencia de tormenta tropical desde Salina Cruz a Acapulco, y luego se extendió a Zihuatanejo. Aunque el Centro Nacional de Huracanes nunca previó que tocaría tierra, un modelo de computadora predijo que Carlotta se movería a tierra; debido a la amenaza, el gobierno mexicano también emitió un aviso de huracán desde Puerto Ángel a Zihuatanejo. Las bandas de lluvia externas y el oleaje afectaron la costa suroccidental de México durante un período prolongado; los funcionarios evacuaron a unas 100 familias en áreas potencialmente inundadas de Acapulco como medida de precaución. Se informaron precipitaciones y nubes en todos los estados mexicanos a lo largo del Océano Pacífico, lo que resulta en inundaciones en algunas áreas. Ninguna estación en México reportó vientos sostenidos de fuerza de tormenta tropical; sin embargo, el Aeropuerto Internacional Bahías de Huatulco en Oaxaca reportó una ráfaga de viento de 44 mph (71 km/h). Las fuertes lluvias y alto oleaje también se reportaron en la Isla Socorro. Siete barcos informaron vientos de fuerza de tormenta tropical en asociación con Carlotta, alcanzando un máximo de 46 mph (74 km/h); la presión más baja registrada fue 1008 mbar. En alta mar, las olas alcanzaron 40 pies (12 m) de altura. El carguero lituano Linkuva, de camino a Long Beach, California, se encontró con las olas y los fuertes vientos cuando el huracán estaba experimentando su período de rápida intensificación. Después de una falla del motor, el carguero se perdió a unas 220 millas (355 km) al suroeste de Acapulco. Una embarcación naval de la Armada de los Estados Unidos y la Armada de México buscaron el carguero durante tres días, aunque la tripulación se perdió y se presumieron con el total, fallecidos.